# DG Nexolution

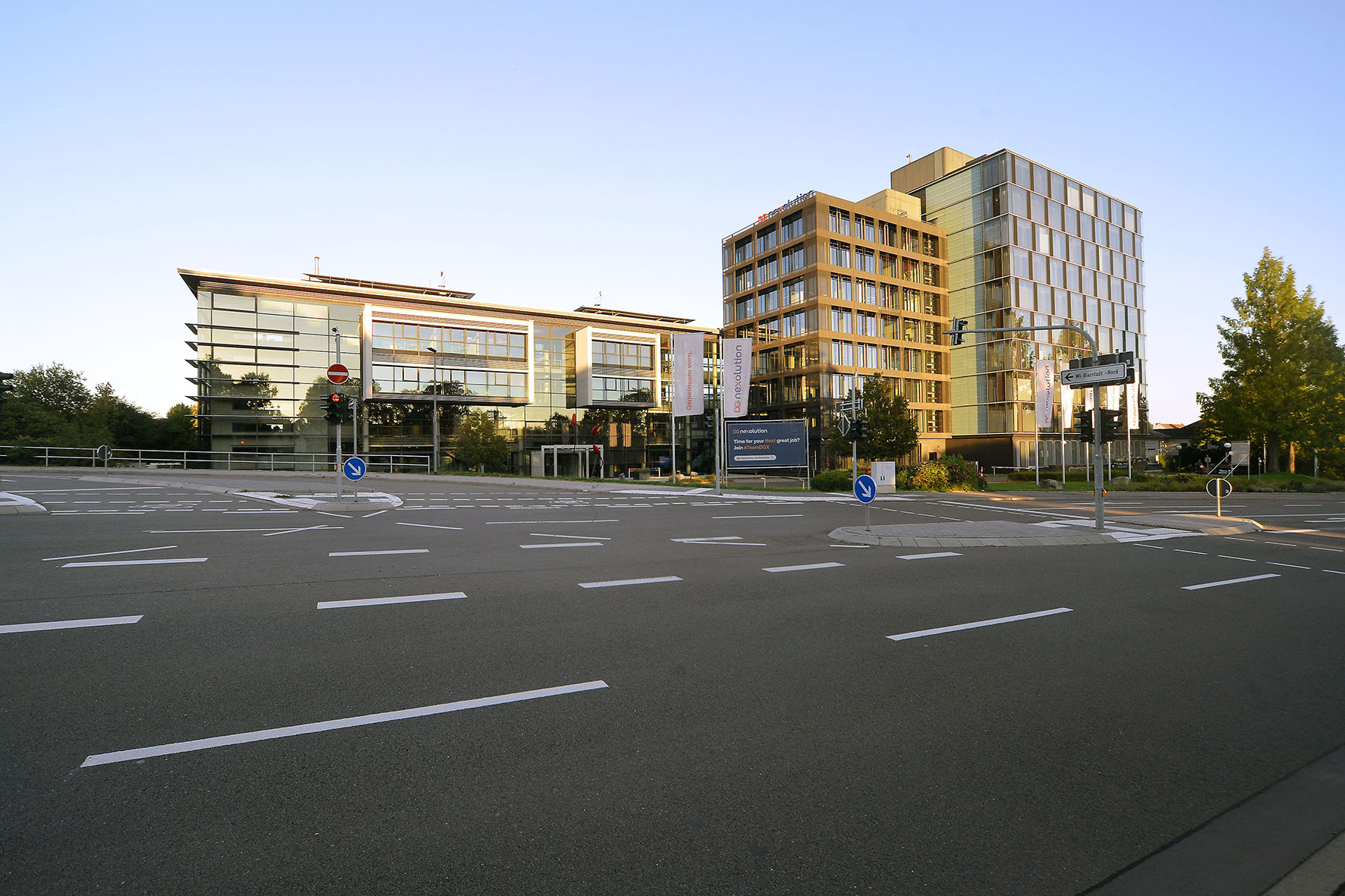
Unternehmenssitz von DG Nexolution in Wiesbaden

DG Nexolution (vormals DG Verlag) mit Sitz in Wiesbaden ist ein Dienstleistungs-Partner der Volksbanken und Raiffeisenbanken, der Waren- und Dienstleistungsgenossenschaften sowie der Unternehmen im genossenschaftlichen Verbund und darüber hinaus.

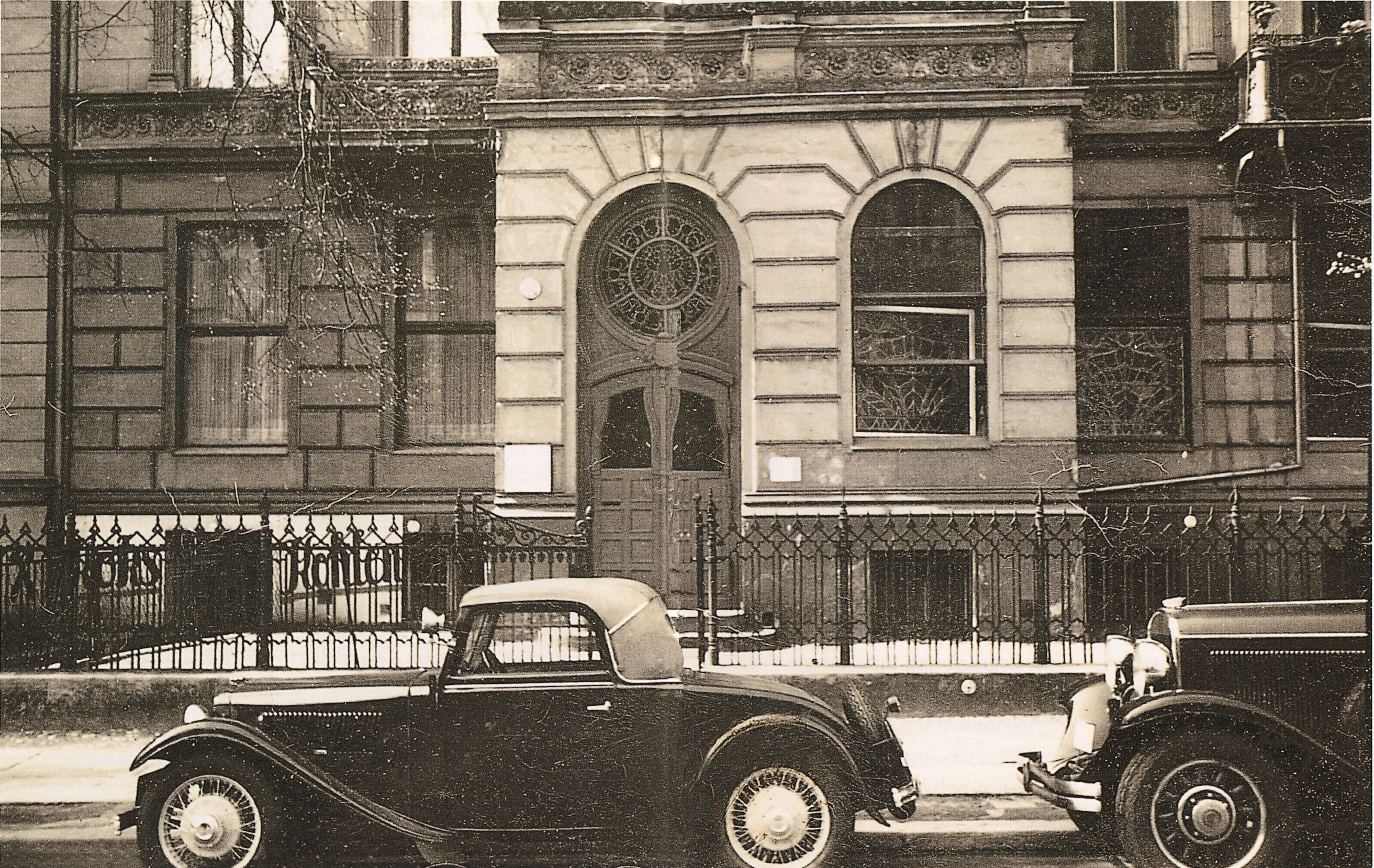
DG Verlag in den 1920er-Jahren in Berlin

## Geschichte
Am 12. März 1920 wurde der Deutsche Genossenschafts-Verlag eG in Berlin gegründet. Nach dem Zweiten Weltkrieg zog die Genossenschaft im Jahr 1949 nach Wiesbaden. 1963 zog das Unternehmen nach Wiesbaden-Bierstadt und baute das erste eigene Verlagsgebäude. Im Jahr 1975 bekam das Unternehmen mit der Übernahme der Verlags- und Handelsabteilung der Raiffeisendruckerei GmbH Neuwied, der Genossenschaftlichen Treuhand- und Vertriebsgesellschaft Hannover, der Buch- und Treuhandstelle Stuttgart und der Genossenschaftsberatung Baden GmbH ein deutschlandweites Filialnetz. Im Jahr 1990 steigerte der Verlag seinen Umsatz auf 244 Mio. DM. Das 1991 erweiterte Zentrallager in Wiesbaden wurde zu klein, sodass 1994 das neue Distributionszentrum in Idstein bezogen wurde. Das vollautomatisierte Hochregal- und Kommissionierlager hat eine Kapazität von etwa 14.000 rechnergesteuerten Palettenplätzen.
Während der DG Verlag 1985 noch die Hälfte seines Umsatzes mit dem Druck von Formularen machte, rückten zur Jahrtausendwende die Chipkarten-Produktion und die Online-Logistik ins Zentrum der Geschäftstätigkeit. Im Jahr 2000 zählte das Unternehmen 456 Mitarbeiter. 2003 bezog der DG Verlag sein erweitertes Bürogebäude in der Leipziger Straße.
Der Onlineshop Genobuy, eine genossenschaftliche Beschaffungsplattform, ist im Jahr 2001 gestartet. 2010 gab der Verlag vier Millionen fehlerhafte Bankkarten aus. Ursache war ein Softwarefehler beim niederländischen Chip-Zulieferer Gemalto.
2018 eröffnete der DG Verlag den Volksbanken und Raiffeisenbanken die Möglichkeit, ihren Kunden eine sichere  Mobile-Payment-Lösung (eine Bezahlfunktion über das Smartphone) anzubieten.
Nachdem im Oktober 2021 die Firmierung im Genossenschaftsregister in DG Nexolution eG geändert wurde, ist das Unternehmen seit dem 22. Februar 2022 mit der Marke DG Nexolution am Markt. Der neue Name ist ein Kunstwort aus den englischen Begriffen „next“, „experts“ und „solutions“. Die Markenplatzierung wurde 2023 mit dem German Brand Award in den Kategorien „Brand Strategy of the Year“ sowie „Brand Design – Corporate Brand“ ausgezeichnet.

## Unternehmen
DG Nexolution erzielte im Jahr 2023 einen Jahresumsatz von 182,4 Millionen Euro und beschäftigte insgesamt 825 Mitarbeiterinnen und Mitarbeiter. Der Konzern bietet Produkte und Leistungen wie Formulare, Fachinformationen, Marketing-Programme, Büroausstattung, Beratungen rund um die Bankfiliale, Kartenlösungen, Werbeartikel und Materialbeschaffung.
Seit 2023 gliedert sich DG Nexolution in die Geschäftsbereiche Cards & Security, Medien & Formulare, Marketing & Services sowie das neue Geschäftsfeld Nachhaltigkeit, das Banken dabei unterstützt, ihren Geschäftsbetrieb nachhaltig zu gestalten. Ein von DG Nexolution entwickeltes Rating-Portal ermöglicht es den Genossenschaftsbanken, ihren jeweiligen „Reifegrad“ in puncto Nachhaltigkeit zu ermitteln. Seit 2023 gibt der Verlag über sein Tochterunternehmen Copecto eine Bezahlkarte aus, die weitgehend aus Holz besteht.
Die Genossenschaft selbst hat 792 Mitglieder (Stand Ende 2023). Zu den Kunden zählen laut eigenen Angaben Genossenschaftsbanken (unter anderem rund 700 Volksbanken und Raiffeisenbanken), Verbundpartner der Genossenschaftlichen Finanzgruppe und die über 2.000 Waren- und Dienstleistungsgenossenschaften in Deutschland.

## DG Nexolution-Gruppe
Das Dienstleistungs- und Produktangebot wird ergänzt durch zwölf Tochterunternehmen und Beteiligungen (Stand Oktober 2023). Dazu zählen u. a. Dienstwagen-Vermittlung, Beschaffung und Logistik, E-Commerce oder Agenturleistungen. Die Raiffeisendruckerei GmbH aus Neuwied, eine Beteiligung von DG Nexolution, produziert alle Debit- und Kreditkarten. Dieses 1881 gegründete Unternehmen beschäftigt etwa 130 Mitarbeiter.